# Thais Ferreira
Thais de Souza Ferreira (Rio de Janeiro, 19 de setembro de 1988) é uma ativista comunitária e política brasileira eleita vereadora pelo PSOL no Rio de Janeiro em 2020 para a legislatura 2021-2024. Liderança comunitária de Irajá, na Zona Norte do Rio de Janeiro, ela entrou na política estimulada pela vereadora Marielle Franco, assassinada em março de 2018, tendo se tornado primeira suplente de deputada estadual pelo PSOL em 2018.

## Carreira política
Thais Ferreira concorreu pela primeira vez a uma eleição em 2018. Foi convidada pela então vereadora Marielle Franco a entrar para o PSOL e foi candidata a deputada estadual na Assembleia Legislativa Fluminense, tendo ficado como primeira suplente da sua coligação. Em 2020 foi eleita vereadora pelo PSOL no estado do Rio de Janeiro para a legislatura 2021-2024. Dentre os 51 vereadores eleitos para a Câmara Municipal do Rio de Janeiro em 2020, 20%  foram mulheres, ou seja 10 vereadoras  e dentre elas Thais Ferreira, que neste gargalo eleitoral fez parte das 4 candidatas que se declararam não brancas.
Thais Ferreira é uma das principais vozes críticas em relação aos obstáculos para a participação efetiva de mulheres negras nos partidos, incluindo o PSOL.
Em 2021 a Câmara de Vereadores do Rio de Janeiro passou a ter um perfil mais diverso (com relação ao anterior período legislativo) a partir da renovação de 35% das vagas e um aumento na representatividade das mulheres, dos jovens com menos de 29 anos e, principalmente, dos que se declaram negros e pardos, que passaram a ser 30% dos vereadores. Estreante no parlamento depois de ter ficado como primeira suplente do PSOL na Alerj em 2018, a vereadora Thais Ferreira é considerada uma das principais vozes desse movimento.
Thais Ferreira, vereadora do PSOL, participou em 2020 do projeto A Tenda das Candidatas, coletivo que promove  a formação e a participação de mulheres em candidaturas políticas.
As pautas prioritárias de Ferreira como candidata à vereadora em 2020 foram: primeira infância, combate irrestrito ao racismo, saúde para as mulheres e direito à cidade para todas as pessoas.
Participou de uma iniciativa que reuniu 14 vereanças no país pelo adiamento do Exame Nacional do Ensino Médio de 2021, previsto para  acontecer  em janeiro desse ano, até que fossem garantidas as condições sanitárias seguras para a sua realização em meio a pandemia de COVID-19.

## Ativismo
Como empreendedora social Thais Ferreira criou, em 2017, o projeto Mãe&Mais, e se tornou uma das principais ativistas para a melhoria da atenção às mulheres em cuidados obstétricos. Aos 29 anos a ativista e líder comunitária perdeu um bebê devido a problemas de negligência médica e motivada por essa experiência criou o Mãe&Mais, um modelo de clínica popular com serviços de atenção à saúde de forma acolhedora e humanizada no Rio de Janeiro. A iniciativa, voltada para o público de mães, de 15 a 35 anos, e crianças de 0 a 6 anos, já recebeu financiamento de instituições como a Brazil Foundation e a Fundação Telefónica. Gerida por profissionais da área da saúde e da educação, em sua maioria mulheres negras, em 2019 já tinha impactado mais de 1.000 famílias e se consolidado como modelo de projeto comunitário em saúde materna.

## Reconhecimentos e prêmios
- Fundadora da clínica popular Mãe&Mais no Rio de Janeiro, projeto reconhecido pelo Social Good Lab da Fundação Social Good Brasil em 2017.[24][25][26]
- Foi selecionada para participar e recebeu uma bolsa de estudos do programa de formação política RenovaBR em 2018[27]